# Natalia de Molina
Natalia de Molina (Linares, 19 de desembre de 1990) és una actriu espanyola. Guanyadora de dos Premis Goya en 2014 i 2016.

## Biografia
Natalia de Molina va néixer a Linares en 1990, però es va criar a Granada.
El seu paper a Vivir es fácil con los ojos cerrados, de David Trueba, va ser el que el que la va donar a conèixer. Gràcies al seu treball, va rebre diversos premis entre els quals destaquen el Goya a la millor actriu revelació i el premi a millor actriu revelació del Cercle d'Escriptors Cinematogràfics.
El 2015, rep el Premi Shooting Star de la European Film Promotion que s'atorga en el Festival Internacional de Cinema de Berlín.
Protagonitzà la pel·lícula Techo y comida, on va interpretar a Rocío. Gràcies a la seva actuació, va rebre el Goya a millor actriu protagonista, convertint-se així en l'actriu espanyola més jove a aconseguir dos Premis Goya. També va rebre la medalla del CEC a la millor actriu i l'Bisnaga de plata a la millor actriu sl Festival de Màlaga.
Ha estat nominada als Premis Goya en dues ocasions més pels seus treballs a "Quién te cantará" i "Adiós".

## Filmografia

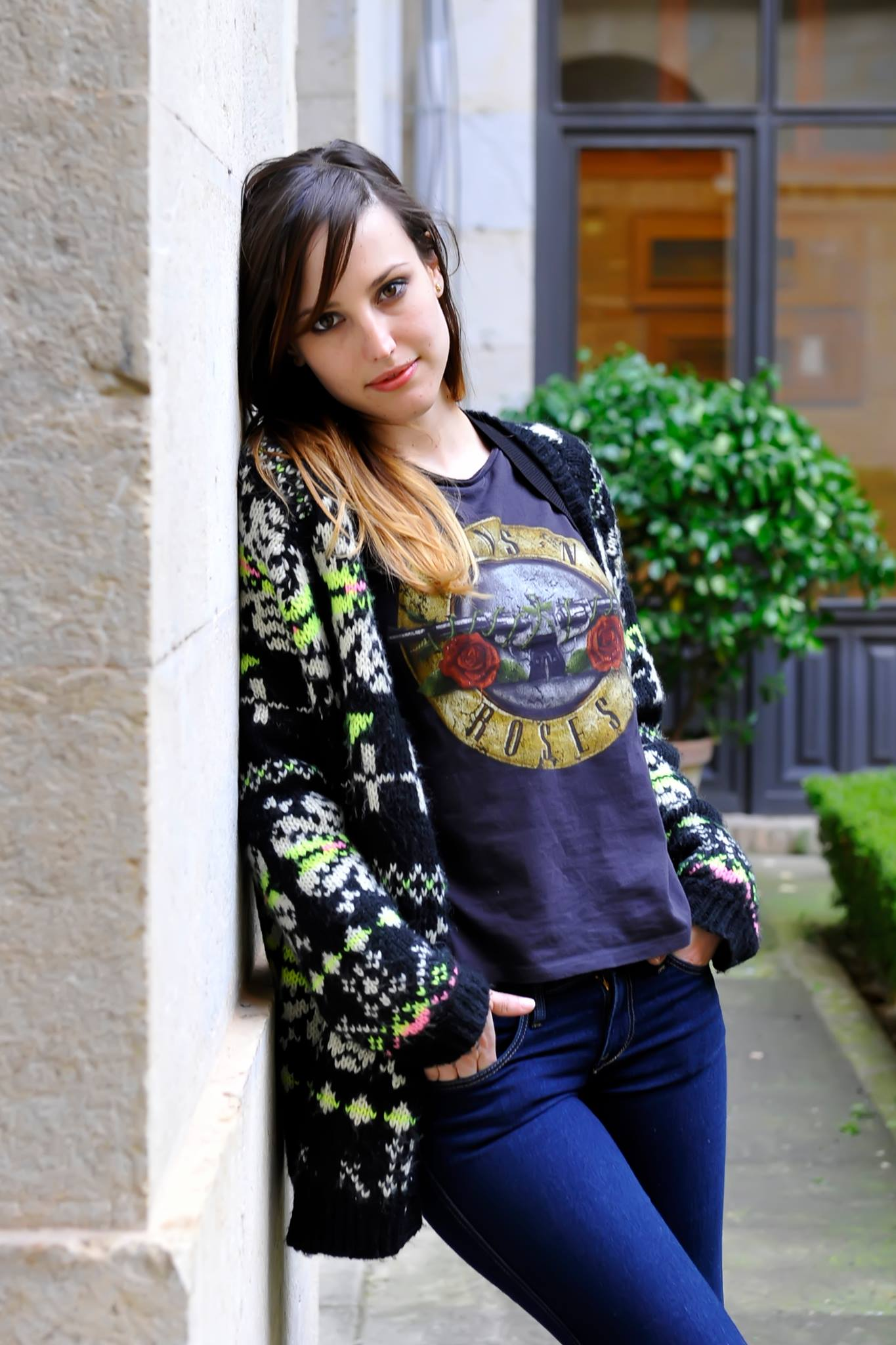
Natalia de Molina en 2014.

### Cinema
| Any  | Pel·lícula                           | Personatge  | Paper        | Director                 |
| ---- | ------------------------------------ | ----------- | ------------ | ------------------------ |
| 2013 | Vivir es fácil con los ojos cerrados | Belén       | Protagonista | David Trueba             |
| 2015 | Solo química                         | Melanie     | Secundària   | Alfonso Albacete         |
| 2015 | Cómo sobrevivir a una despedida      | Nora        | Protagonista | Manuela Moreno           |
| 2015 | Techo y comida                       | Rocío       | Protagonista | Juan Miguel del Castillo |
| 2016 | Pozoamargo                           | Gloria      | Secundària   | Enrique Rivero           |
| 2016 | Kiki, el amor se hace                | Natalia     | Protagonista | Paco León                |
| 2016 | La llum d'Elna                       | Carmen      | Secundària   | Sílvia Quer              |
| 2017 | Los del túnel                        | Miriam      | Secundària   | Pepón Montero            |
| 2018 | No dormirás                          | Cecilia     | Secundària   | Gustavo Hernández        |
| 2018 | Animales sin collar                  | Nora        | Protagonista | Jota Linares             |
| 2018 | Quién te cantará                     | Marta       | Secundària   | Carlos Vermut            |
| 2019 | 522. Un gato, un chino y mi padre    | George      | Protagonista | Paco R. Baños            |
| 2019 | Elisa y Marcela                      | Elisa/Mario | Protagonista | Isabel Coixet            |
| 2019 | Adiós                                | Triana      | Secundària   | Paco Cabezas             |
| 2020 | Las niñas                            | Adela       | Secundària   | Pilar Palomero           |
| 2020 | Operación Camarón                    | Lucy        | Secundària   | Carlos Therón            |
| 2021 | Contando ovejas                      | Paola       | Secundària   | José Corral              |

### Curtmetratges
| Any  | Curtmetratge           | Personatge | Director         |
| ---- | ---------------------- | ---------- | ---------------- |
| 2014 | Pase privado           | Vane       | Natxo López      |
| 2017 | Marta no viene a cenar | Lucía      | Macarena Astorga |

## Sèries de televisió
| Any         | Sèrie                | Cadena               | Personatge               | Episodis     |  |
| ----------- | -------------------- | -------------------- | ------------------------ | ------------ |  |
| 2014 - 2015 | Bajo sospecha        | Antena 3             | Leticia "Leti" Rodríguez | 8 episodis   |  |
| 2016        | Web Therapy          | #0                   | María del Mar "M"        | 3 epiosodios |  |
| 2016        | Paquita Salas        | Flooxer              | Ella mateixa             | 1 episodi    |  |
| 2016 - 2017 | El antivlog          | Flooxer              | Natalia                  | 6 episodis   |  |
| 2017        | La llum d'Elna       | TVE, TV3 i Canal Sur | Carmen                   | TV-Movie     |  |
| 2017        | El fin de la comedia | Comedy Central i #0  | Ella mateixa             | 1 episodi    |  |
| 2018        | La catedral del mar  | Antena 3             | Francesca de jove        | 2 episodis   |  |
| 2019        | Foodie Love          | HBO España           | Natalia                  | 2 episodis   |  |
| 2024        | Mano de hierro       | Netflix              |                          |              |  |

## Teatre
| Any       | Obra                            | Personatge   | Director               |
| --------- | ------------------------------- | ------------ | ---------------------- |
| 2007      | La casa de Bernarda Alba        | Adela        | Dip. Granada           |
| 2009      | La medida                       | Esclau       | Silvia Ríos            |
| 2009      | La dama boba                    | Nise         | Silvia Ríos            |
| 2010      | La pereza                       | Martha       | Silvia Ríos            |
| 2010      | Nine                            | Nina Darling | Antonio Jesús González |
| 2011      | Me gusta el café solo con hielo | Conciència   | Celia de Molina        |
| 2011      | Me muero, me muero              | Rosa         | Hermanos Rico          |
| 2011-2012 | Sonias                          | Sonia        | C. Rico                |
| 2012-2013 | La mirilla                      | Ada Jeane    | Sergio Candel          |
| 2013      | Liberté, égalité, yeyé          | Pitu/María   | Paco Anaya             |
| 2015      | Clara Bow                       | Dorothy      | Secun de la Rosa       |

## Premis i nominacions
Premis Goya
| Any  | Categoria                   | Pel·lícula                           | Resultat   |
| ---- | --------------------------- | ------------------------------------ | ---------- |
| 2014 | Millor actriu revelació     | Vivir es fácil con los ojos cerrados | Guanyadora |
| 2016 | Millor actriu protagonista  | Techo y comida                       | Guanyadora |
| 2019 | Millor actriu de secundària | Quién te cantará                     | Nominada   |
| 2020 | Millor actriu de secundària | Adiós                                | Nominada   |

Medalles del Cercle d'Escriptors Cinematogràfics
| Any  | Categoria                  | pel·lícula                           | Resultat   |
| ---- | -------------------------- | ------------------------------------ | ---------- |
| 2014 | Millor actriu revelació    | Vivir es fácil con los ojos cerrados | Guanyadora |
| 2016 | Millor actriu protagonista | Techo y comida                       | Guanyadora |

Festival Internacional de Cinema de Berlín
| Any  | Categoria                     | Resultat   |
| ---- | ----------------------------- | ---------- |
| 2015 | Premio Especial Shooting Star | Guanyadora |

Premis Cinematogràfics José María Forqué
| Any  | Categoria                  | pel·lícula     | Resultay   |
| ---- | -------------------------- | -------------- | ---------- |
| 2016 | Millor actriu protagonista | Techo y comida | Guanyadora |

Premis Sant Jordi
| Any  | Categoria                  | pel·lícula     | Resultat   |
| ---- | -------------------------- | -------------- | ---------- |
| 2016 | Millor actriu protagonista | Techo y comida | Guanyadora |

Festival de Màlaga
| Any  | Categoria                           | pel·lícula     | Resultat   |
| ---- | ----------------------------------- | -------------- | ---------- |
| 2015 | Bisnaga de Plata a la Millor actriu | Techo y comida | Guanyadora |

Premis Feroz
| Any  | Categoria                    | pel·lícula                           | Resultat |
| ---- | ---------------------------- | ------------------------------------ | -------- |
| 2014 | Millor actriu de repartiment | Vivir es fácil con los ojos cerrados | Nominada |
| 2016 | Millor actriu protagonista   | Techo y comida                       | Nominada |
| 2018 | Millor actriu de repartiment | Quién te cantará                     | Nominada |

Fotogramas de Plata
| Any  | Categoria               | pel·lícula     | Resultat |
| ---- | ----------------------- | -------------- | -------- |
| 2016 | Millor actriu de cinema | Techo y comida | Nominada |

Neox Fan Awards
| Any  | Categoria               | pel·lícula                      | Resultat |
| ---- | ----------------------- | ------------------------------- | -------- |
| 2015 | Millor actriu de cinema | Cómo sobrevivir a una despedida | Nominada |

Premis Gaudí
| Any  | Categoria                  | pel·lícula     | Resultat |
| ---- | -------------------------- | -------------- | -------- |
| 2016 | Millor actriu protagonista | Techo y comida | Nominada |

## Vida privada
Es germana de la també actriu Celia de Molina, amb la qual va protagonitzar la pel·lícula Cómo sobrevivir a una despedida.